# Titania-Palast
Il Titania-Palast (letteralmente: "Palazzo Titania") è un edificio di Berlino, nel quartiere di Steglitz.
Fu costruito nel 1928 come cinema e teatro e rimase attivo fino al 1966, data in cui venne trasformato in centro commerciale.
Nel 1995, in seguito a una ristrutturazione, parte dell'edificio ospita un cinema multisala.
In considerazione della sua importanza storica e architettonica, è posto sotto tutela monumentale (Denkmalschutz).

### Testi di approfondimento
- (DE) Rolf Grünewald, Der Titania-Palast 1928–1966. Berliner Kino- und Kulturgeschichte, 1ª ed., Berlino, Hentrich, 1992, ISBN 3-89468-039-3.